# Bodybuilder (film)
Pour l’article homonyme, voir Bodybuilder.
Pour plus de détails, voir Fiche technique et Distribution.
Bodybuilder est un film français réalisé par Roschdy Zem, sorti en 2014.

## Synopsis
Le jeune Antoine doit de l'argent à un voyou dangereux. Pour lui échapper, il quitte la banlieue lyonnaise et va s'installer à Saint-Étienne chez son père, Vincent, qu'il n'a pas vu depuis cinq ans, ce dernier étant un champion culturiste. 

## Fiche technique
- Titre original : Bodybuilder
- Réalisation : Roschdy Zem
- Scénario : Julie Peyr et Roschdy Zem, d'après le documentaire The Bodybuilder and I (en) de Bryan Friedman
- Costumes : Emmanuelle Youchnovski
- Photographie : Thomas Letellier
- Montage : Monica Coleman
- Production : Roschdy Zem

Productrice déléguée : Martine Cassinelli
- Sociétés de production : Hole in one, Why Not Productions, Mars Films, avec la participation de Rhône-Alpes Cinéma, Canal+, Ciné+, TMC, Cinémage 8, Cofinova 10, Sofica Manon 4 et Soficinéma 10[1]
- Distribution :  Mars Distribution
- Pays d'origine :  France
- Langue originale : français
- Genre : comédie dramatique
- Dates de sortie[2] :

 France : 1er octobre 2014

## Distribution
- Vincent Rottiers : Antoine Morel
- Yolin François Gauvin : Vincent Morel
- Marina Foïs : Léa
- Nicolas Duvauchelle : Fred Morel
- Roschdy Zem : Vadim
- Adel Bencherif : Luigi
- Dominique Reymond : Muriel, la mère d'Antoine
- Alice de Lencquesaing : Lucie
- Xavier Beauvois : le comptable
- Nelly Rey : Sandra
- Ninon Farah : Manon

## Production

### Casting
Antoine de Caunes devait à l'origine tenir le rôle de Vincent Morel. Mais la préparation physique de l'acteur retarde le projet, comme il l'explique lui-même en juin 2013 sur France Inter : « Il y avait un entrainement physique très intense, qui durait depuis 4 mois, avec un régime alimentaire assez hard et puis on s'est rendu compte que ça ne marchait pas, il fallait plus de temps. À moins d’avoir recours à des produits interdits… Et donc le film a été retardé, déplacé. Du coup, quand la nouvelle de ma disponibilité est arrivée aux oreilles — qui sont grandes — de Canal+, ils m’ont sauté dessus pour me proposer de reprendre Le Grand Journal… ». À la suite du départ de l'acteur, le réalisateur Roschdy Zem se tourne vers le culturiste français François Yolin Gauvin, champion du monde en Grèce en 2008.

### Tournage
Le tournage a lieu du 25 septembre 2013 au 15 novembre 2013, entre Lyon et Saint-Étienne. Roschdy Zem explique avoir choisi Saint-Étienne après être entré en contact avec le club de culturisme Gym and Co, situé à La Talaudière.